# 보령 산수동 소나무
보령 산수동 소나무(保寧 山水洞 소나무)는 대한민국 충청남도 보령시 오천면 갈현리에 있는 소나무이다. 2009년 10월 20일 충청남도의 기념물 제179호로 지정되었다.

## 참고 문헌
- 보령 산수동 소나무 - 국가유산청 국가유산포털